# Kerk van Wittewierum
De kerk van Wittewierum is een voorheen hervormd kerkgebouw in het dorp Wittewierum in de gemeente Groningen. De huidige kerk werd gebouwd in 1863 en is sinds 1977 in het bezit van de Stichting Oude Groninger Kerken. De kerk staat op de plek van de kloosterkerk van het vroegere klooster Bloemhof en is de vierde kerk op deze plek. Het kerkgebouw lijkt relatief groot voor een dorp met het bescheiden inwonertal van Wittewierum en werd dan ook gebouwd in de tijd dat ook Ten Post hier nog kerkte. De kerk wordt sinds de laatste restauratie in 2003 voornamelijk gebruikt voor exposities en evenementen.
Rondom de kerk ligt een kerkhof dat door de stichting bewust in enigszins ruige staat wordt gehouden en een groot aantal grafzerken uit de 18e tot begin 20e eeuw telt.

## Eerste en tweede kerk

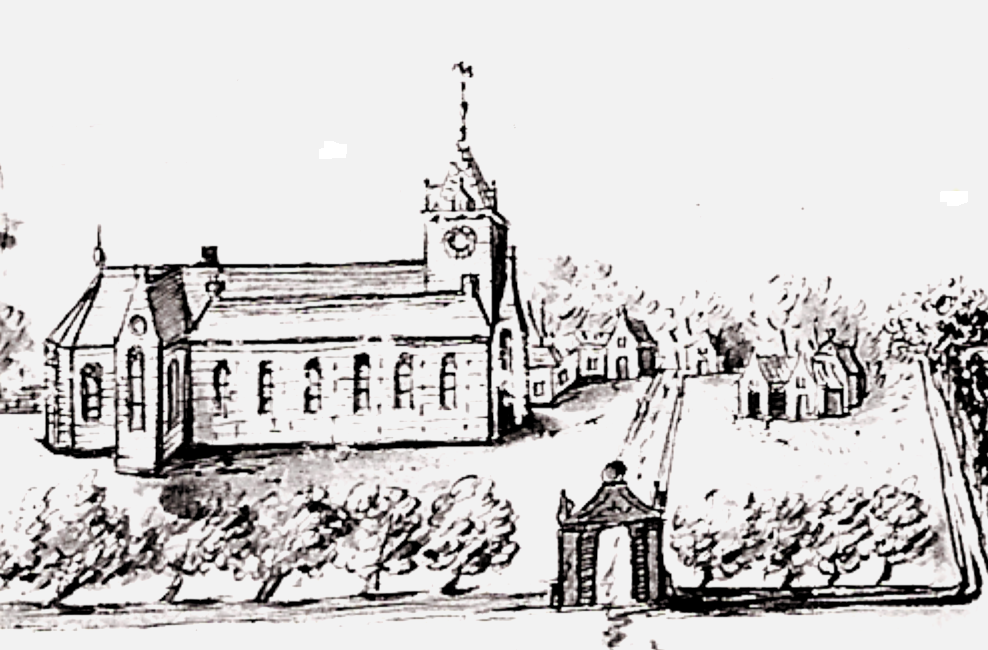
Uitsnede van een tekening van de kerk van Wittewierum met een voorstelling van de kloosterkerk vóór 1604.

De vermoedelijk eerste, houten kerk van Wittewierum werd in een onbekend jaar gebouwd en in 1211 geschonken aan het klooster Bloemhof in oprichting. In 1225 werd deze houten kerk gewijd tot abdij door bisschop Dirk III van Münster. Daarop begonnen de voorbereidingen voor de bouw van een nieuwe stenen kloosterkerk, waarschijnlijk naar voorbeeld van het moederklooster, de Abdij van Prémontré. In 1227 werd de slotgracht voltooid, in 1228 werden de koorbanken gemaakt en in 1235 werd begonnen met het bakken van stenen. In 1238, een jaar na de dood van Emo van Huizinge, begon zijn opvolger abt Paulus met de bouw van de kerk. Vanaf 1238 werd onder leiding van bouwmeester Everhard van Keulen de tweede, stenen, kloosterkerk gebouwd. De eerste vijf jaar werden besteed aan het leggen van de fundamenten vanwege de zachte bodem. Deze fundamenten werden uitgegraven tot 6 meter diep en werden aangelegd door middel van heien, waarvoor 80 man uit de omtrek werden ingezet, die in ruil daarvoor brood, kaas en een aflaat van de bisschop van Münster kregen. Het merendeel van de werkkrachten was afkomstig uit Woltersum en de overigen uit Wittewierum. De kroniek vermeldt dat het hele dorp trilde door het heien, waardoor in de huizen de melkemmers overliepen en de ganzeneieren beschadigd werden, waardoor er geen kuikens meer uit konden komen. Na 21 jaar werken (waarvan 5 jaar fundamenten leggen), in 1258 of 1259, was de kerk gereed. De hoge kosten die met de bouw gepaard gingen werden door abt Menko onder andere geweten aan de onervarenheid van de monniken met het werk, waardoor een dure bouwmeester moest worden ingehuurd.
De kloosterabdij was een drieschepige romanogotische kruisbasiliek, opgetrokken volgens een alternerend stelsel (meer precies het gebonden stelsel) met een hoogkoor in het oosten en een toren in het westen. Het gebouw had een breedte van ongeveer 18 meter: 10 meter voor het koor en 4 meter aan beide zijden voor de zijbeuken. Dit was in die tijd een veelgebruikte maat. Uit archeologisch onderzoek door bouwhistorici Jan Battjes en Hans Ladrak in 2001 bleek dat latere kerken werden gebouwd op de fundamenten van de pijlers van het schip. De opgraving bracht bijzonder grote kloostermoppen met formaat 10x16x32 cm aan het licht die een indicatie geven van de ouderdom van de kerk. De toren bevond zich ten westen en het halfrond gesloten koor, het transept (dwarspand) met de beide zijapsiden voor de dwarsarmen ten oosten en de beide zijbeuken aan noord- en zuidzijde van het huidige gebouw. De kruisbasiliek week volgens Menko (in de kroniek) op verschillende punten af van de kerk die van tevoren was uitgedacht. Zo was er oorspronkelijk ook een ciborium gepland tussen de beide dwarsarmen, in de vorm van een kruisingstoren, waarvan het dak boven de kerk uit zou moeten steken. Ook waren er twee koortorens gepland aan weerszijden van de beide kapellen in de dwarsarmen. Menko sprak in de kroniek de wens uit dat 'een later geslacht' de oorspronkelijke bouwplannen alsnog kon verwezenlijken, hetgeen echter nooit is gebeurd. De kloosterbasiliek kan er volgens Kroesen mogelijk zo uitgezien hebben als de nog bestaande 12e-eeuwse premonstratenzer abdij van het Klooster Knechtsteden bij het Duitse Dormagen, zij het dat deze geen westtoren, maar een westapsis heeft en niet uit rode baksteen, maar uit gele zandsteen is opgetrokken.
De kruisbasiliek bevatte op aandringen van abt Sibrand van het klooster Mariëngaarde uit Dokkum naar het voorbeeld van het moederklooster, de Abdij van Prémontré, in het priesterkoor twee hoofdaltaren: Een hoogaltaar gewijd aan Onze Lieve Vrouwe en Sint-Jan en een altaar midden in de kerk dat gewijd was aan Sint-Vitus. Het altaar van Sint-Vitus was waarschijnlijk het parochiealtaar, dat mogelijk ook al in de houten voorgangerkerk stond. De afbeelding van Sint-Vitus staat ook op de zegel van het klooster. Voor de plaatsing van het hoofdaltaar werd het priesterkoor verbreed (dilatata) met waarschijnlijk twee zijapsissen, om zo een bredere doorgang voor de altaardienaren te verkrijgen en gedrang van offerende en communicerende gelovigen te voorkomen. Daarnaast werden er 5 zijaltaren geplaatst. Volgens een beschrijving uit 1632 waren twee daarvan in de 16e eeuw 'egen altaren' van de families Rengers van Oldenhuis en Tuinga van Tuwinga. Die van Rengers stond volgens de beschrijving in het zuidoosten en die van Tuinga in het noordoosten.
Drie jaar na de voltooiing en inwijding op 6 september 1259 door Christiaan van Litouwen stortten op 28 januari 1262 tijdens een zware storm de toren en de westvleugel in. Deze werden vervolgens waarschijnlijk herbouwd. In de kroniek wordt al gerept van voortdurende verzakkingen, die in 2001 ook bleken te zijn af te lezen aan de fundamenten onder de kerk, in de zin dat het metselwerk op veel plaatsen niet waterpas ligt en veel bakstenen niet waren gebakken, maar bijgehakt.
Volgens de beschrijving uit 1632 werden niet alleen de abten in de kerk begraven, maar ook de monniken en lekenbroeders. De beschrijving spreekt van een "preestercoor int oesten mit abten ende preesteren begreffnissen [en een] leeckencoor int noorden mit der leecken broderen begraffnissen". In dezelfde beschrijving staat ook vermeld dat de sacristie zich aan de zuidzijde van het priesterkoor bevond; Kroesen oppert de mogelijkheid dat dit in de zuidelijke koorkapel zou kunnen zijn geweest. Het is echter niet duidelijk of de sacristie zich op een verdieping boven dit zijkoor bevond of dat een zijkoor op de begane grond later werd omgevormd tot sacristie.
Over de eeuwen na de 13e eeuw is weinig bekend, afgezien van het gieten van een klok in 1373. Deze klok, die gegoten werd door Seghebodus, bevat een afbeelding van het hoofd van Johannes de Doper op een schotel en was onder andere gewijd aan de heilige Cunera, waarover in de kroniek verder niet wordt gesproken. Mogelijk was zij de patroonheilige van een van de vijf zijaltaren. In latere eeuwen werd in de kerk een orgel geplaatst aan de zuidmuur, hetgeen blijkt uit een tekening uit begin 17e eeuw, waarop de aanduiding 'hijr ist orgel gewest' staat. Daarnaast wordt op 17e-eeuwse plattegronden gesproken van een doksaal (aangeduid als 'steenen boene') tussen schip en koor, iets wat bij de premonstratenzers pas in de 15e en 16e eeuw in zwang kwam en dus mogelijk pas later is ingebouwd in de kerk.
In 1515 werden de kloostergebouwen verwoest door Saksische benden en mogelijk in de 16e eeuw werd de zuidbeuk deels verbouwd tot pastorie (pastoorshuis), waarbij de zuidbeuk deels werd afgebroken. Bij de brand in 1566 werd de kerk gedeeltelijk verwoest.
In 1594 vond de reductie plaats. De eerste protestantse predikant van Wittewierum was de Bruggenaar Eustachius Manglerius, die mogelijk al in 1595 in Wittewierum kwam, maar na 4 jaar alweer vertrok naar Oost-Vlieland. In 1599 werd door predikant Alardus à Berten bij Gedeputeerde Staten van Stad en Lande een verzoek ingediend tot de sloop van het hoogkoor en de nevenkoren (zijbeuken) en de restauratie van de kerk. Hij schreef toen dat "alle dinck verdarvet, verwaterd ende verrottet" was, "ende dat weer ende wint daerinne slacht, also dat men kuyme van regen ende wint daerinne kan gedueren om godes woert to anhooren, want se gants dackloos is, licht open van vensteren ende doeren ende is gansch reddeloos". Alardus à Berten kreeg toestemming, maar het duurde nog enkele jaren alvorens het zover kwam.

## Derde kerk

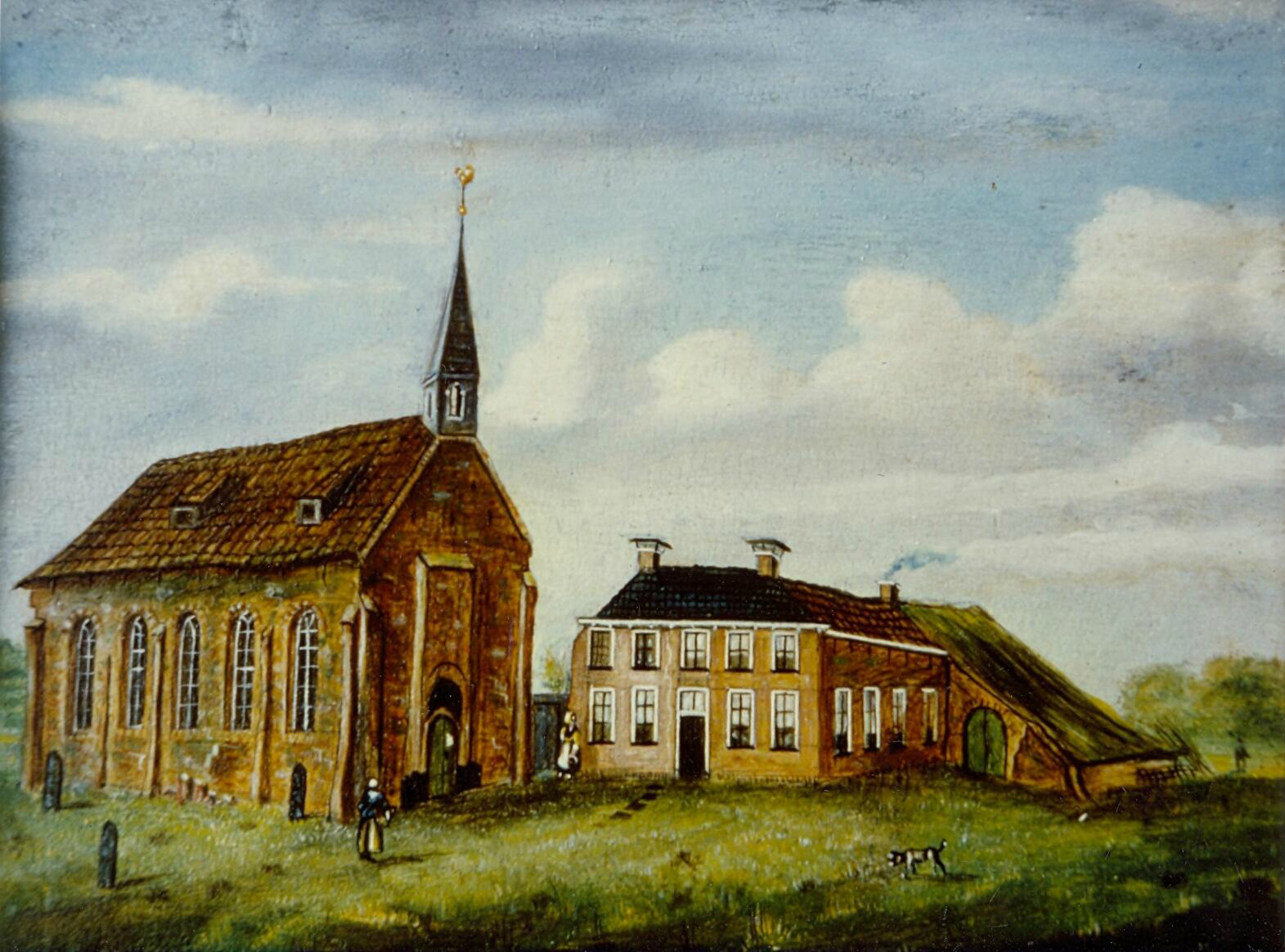
Schilderij van Boomgaard van de derde kerk en huidige pastorie vlak voor de sloop en herbouw van de kerk (1862)

In 1604 werd van de restanten van de kruisbasiliek en andere overblijfselen van het klooster een nieuwe kerk gebouwd op de pijlers van het schip. Hiervoor werden het hoogkoor, de beide kapellen en de noordbeuk afgebroken en werd de westgevel verplaatst naar de eerste pijler van het schip. De arcade aan noordzijde werd dichtgemetseld. Hierdoor ontstond een kleinere kerk, die alleen een groot deel van het middenschip omvatte. Onder de kerk werd in 1768 een grafkelder aangelegd, waar verschillende leden van het geslacht Rengers werden begraven. In de nieuwe kerk keerde het orgel niet meer terug.
Over de westtoren wordt niets vermeld. Deze werd mogelijk al in 1604 of eerder afgebroken. Mogelijk bleef de toren echter ook staan als losstaande toren en zou dan pas in 1783 zijn afgebroken en vervangen door een klokkenstoel. Blijkbaar voldeed deze klokkenstoel niet, want de grote klok uit 1373 met een diameter van 126 centimeter werd in 1829 verkocht aan de kerk van Slochteren, waar deze nog steeds hangt. In hetzelfde jaar (volgens een andere bron echter pas in 1838) werd een kleinere klok van 70 centimeter gekocht bij klokkengieterij Van Bergen in Midwolda, die werd opgehangen in een mogelijk in dezelfde tijd daarvoor gebouwde dakruiter. Deze situatie is ook zichtbaar op een schilderij van S. Boomgaard uit 1862, waarop de kerk met de oorspronkelijke romaanse ramen en de bijbehorende pastorie staan afgebeeld. Het geheel kan volgens Kroesen worden vergeleken met het interieur van de kerk van Marienhafe in Oost-Friesland, waar in 1829 ook het koor en de zijbeuken werden afgebroken.
De preekstoel zou zich volgens de beschrijving uit 1632 zowel voor als na de reformatie aan noordzijde van de kerk hebben bevonden. Dat dit na de reformatie zo bleef is opmerkelijk, daar deze meestal naar de zuidzijde werd verplaatst. De belangrijke positie van Rengers en Tuinga bleef ook na de reformatie gehandhaafd. Op een tekening van de nieuwe situatie uit begin 17e eeuw is te zien dat de 'Tuinga mans banck' en 'Tuinga vrouwenbanck' zich aan noordzijde naast de preekstoel bevonden en de 'Rengers banck' zich aan zuidzijde van de kerk bevond met in het gangpad ertussen de plekken voor 'Tuinga begraffnissen' en 'Oldenhuesz begrafnissen'. Deze plekken komen min of meer overeen met de locaties van beide eigen altaren die worden genoemd in het document uit 1632; het altaar van Tuinga aan noordoostzijde en het altaar van Rengers aan zuidoostzijde. In 1617 verwierf de familie Van Ewsum de borg Tammingahuizen. Op een andere tekening staat in de kerk dan ook ten oosten van de Rengersbank vermeld: 'heft Ewsum sijn nie stoelen begint to setten', wat aangeeft dat ook de Van Ewsum's het in de kerk nu mede voor het zeggen kregen. De kerk heeft ook gebrandschilderde ramen gehad zo blijkt uit een rekening uit 1649, toen glazenmaker Jan Garbrants "Glazen met 'wapenen Rengers'" liet repareren. Deze glazen zijn later echter weer verdwenen, mogelijk met de Bataafse Revolutie rond 1795, toen adellijke symbolen niet meer gewenst waren in de kerk.
Na de reductie viel de kerk als onderdeel van een vroeger klooster als 'provinciale kerk' onder het bestuur van de Staten van Stad en Lande. In 1659 werden de collatierechten echter verkocht door de provincie.
In de tweede helft van de 19e eeuw verviel de kerk langzamerhand. In 1861 werd over de kerk gezegd: "De banken en de predikstoel zijn goed, maar dit is ook het eenige dat als zoodanig genoemd kan worden. De geheele zolder is grotendeels vergaan, zoodat bij harde wind, wanneer er pannen van het dak naar binnen mogten vallen deze meer dan waarschijnlijk in de kerk zullen vallen. Op enkele plaatsen zijn dan ook gaten waardoor reeds steenen naar beneden in de kerk zijn gevallen". Op het schilderij uit 1862 is op de deur van de kerk een wit stuk papier te zien, waarop het besluit tot afbraak vermeld staat. In 1863 werd de derde kerk namelijk wegens bouwvalligheid afgebroken om plaats te maken voor de huidige kerk.

## Vierde en huidige kerk

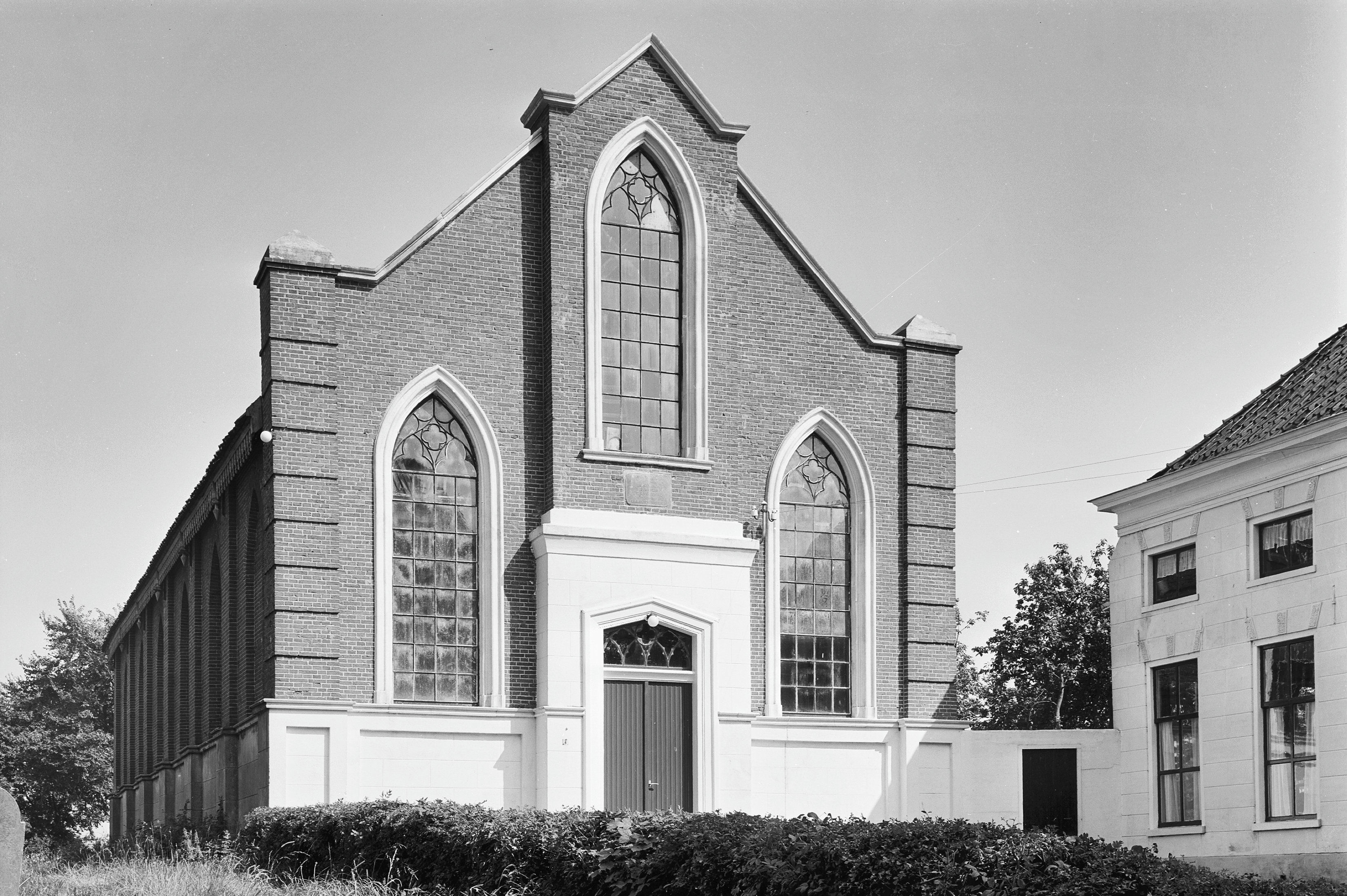
Voorgevel van de kerk in 1967 zonder de dakruiter en beide pinakels.

De bouw van de huidige kerk stond onder leiding van architect Pieter Berends Nienhuis uit Appingedam en werd blijkens een gevelsteen uitgevoerd door aannemers K.H. Nieland (Kornelis Harms Nieland?) en C.J. Huizenga (uit Ten Post). De kosten werden omdat het een provinciale kerk was voor twee derde betaald door de provincie Groningen. De kerk werd opgetrokken in neoklassieke stijl met eclectische elementen, waarbij opvallend veel gebruikgemaakt werd van gietijzer, zoals in de neogotische traceringen van de spitsboogvensters. In 2001 kwam aan het licht dat de in blokbepleistering opgetrokken benedenmuur is opgebouwd uit kloostermoppen van een van beide voorgangerkerken. Op zondag 25 oktober 1863 werd de kerk ingewijd door dominee Offerhaus. Hoewel Johan Hora Siccama bij de bouw betrokken was, had hij weinig zin om naar deze opening van de kerk te komen. De bouw van de kerk werd overigens pas in 1865 voltooid.
In 1868 werd de houten spits op de toren van Huizinge verwijderd door beide aannemers en herplaatst als spits op de toren van Wittewierum.
Tijdens de Tweede Wereldoorlog, in de nacht van 30 op 31 maart 1943 (volgens een andere bron op 28 maart 1943), vloog een losgeraakte sperballon uit Engeland (mogelijk uit Londen) over Groningen. Nadat deze ballon eerst een spinnenkopmolen in de Reddingiuspolder beschadigde en een watermolen (de 'Bosmeulen') in de Bouwlustpolder bij Lellens omver had getrokken, vloog het gevaarte tegen de kerk van Wittewierum aan en vernielde daarbij de beide pinakels en de open toren. De klok uit 1829 werd tijdens de oorlog geroofd door de Duitse bezetter en omgesmolten.
In de jaren na de oorlog raakte de kerk in verval. Het dorp hield om geld in te zamelen voor de kerk vanaf ongeveer 1960 jaarlijks het 'feest van Wittewierum' met optredens van onder andere de Boertjes van Buuten, Gert en Hermien en het Cocktail Trio. In 1969 werd de kerkgemeente van Wittewierum gecombineerd met die van Ten Post en Lellens (waar dominee woonde), waarop de kerk nog maar af en toe werd gebruikt. In de jaren 1970 vond de laatste kerkdienst plaats in het gebouw.
In 1977 werd de kerk overgedragen aan de Stichting Oude Groninger Kerken. De stichting wilde het gebouw restaureren, maar door gebrek aan financiële middelen duurde het tot 1986 alvorens de eerste restauraties konden worden uitgevoerd. Tussen 1986 en 1987 werden de kap en de daken gerepareerd onder leiding van het architectenbureau Groenhof en Van der Veen. In 1989 werd de kerk aangewezen als rijksmonument. De toenmalige gemeente Ten Boer weigerde de kerk echter op te nemen in haar meerjarenbegroting totdat er een passende functie voor het gebouw werd gevonden. In 1991 stelde PvdA-raadslid Bert Dieters van Ten Boer zelfs dat misschien gedacht moest worden aan sloop van de kerk als er geen passende functie voor het gebouw kon worden gevonden. Volgens hem waren alleen de fundamenten van belang. De kerk zelf had volgens hem geen historische waarde
In 1999 zegde de provincie Groningen geld toe voor het herstel van de kerk. In 2000 werd het plan opgevat om een 'infocentrum kerkhoven' in de kerk onder te brengen. In hetzelfde jaar kreeg de kerk een bijdrage van het Prins Bernhard Cultuurfonds. Daarop werd in het najaar van 2000 begonnen met de restauratie. De totale kosten van het herstel werden geraamd op 750.000 gulden (ca. 340.000 euro), maar uiteindelijk bleek de restauratie 450.000 euro te kosten. In 2001 werd een archeologisch onderzoek uitgevoerd, waarbij de fundamenten van de derde kerk en de kloosterkerk werden teruggevonden. In 2002 werden twee nieuwe pinakels gegoten door ijzergieterij Borcherts uit Hoogezand en herplaatst op de kerk. Deze pinakels waren gereconstrueerd van de oude pinakels door architect W. van der Veen. Ook werd dat jaar een nieuwe klok gegoten door Simon Laudy ter vervanging van de klok uit 1829. Op 17 mei 2003 werd de restauratie voltooid.

## Beschrijving

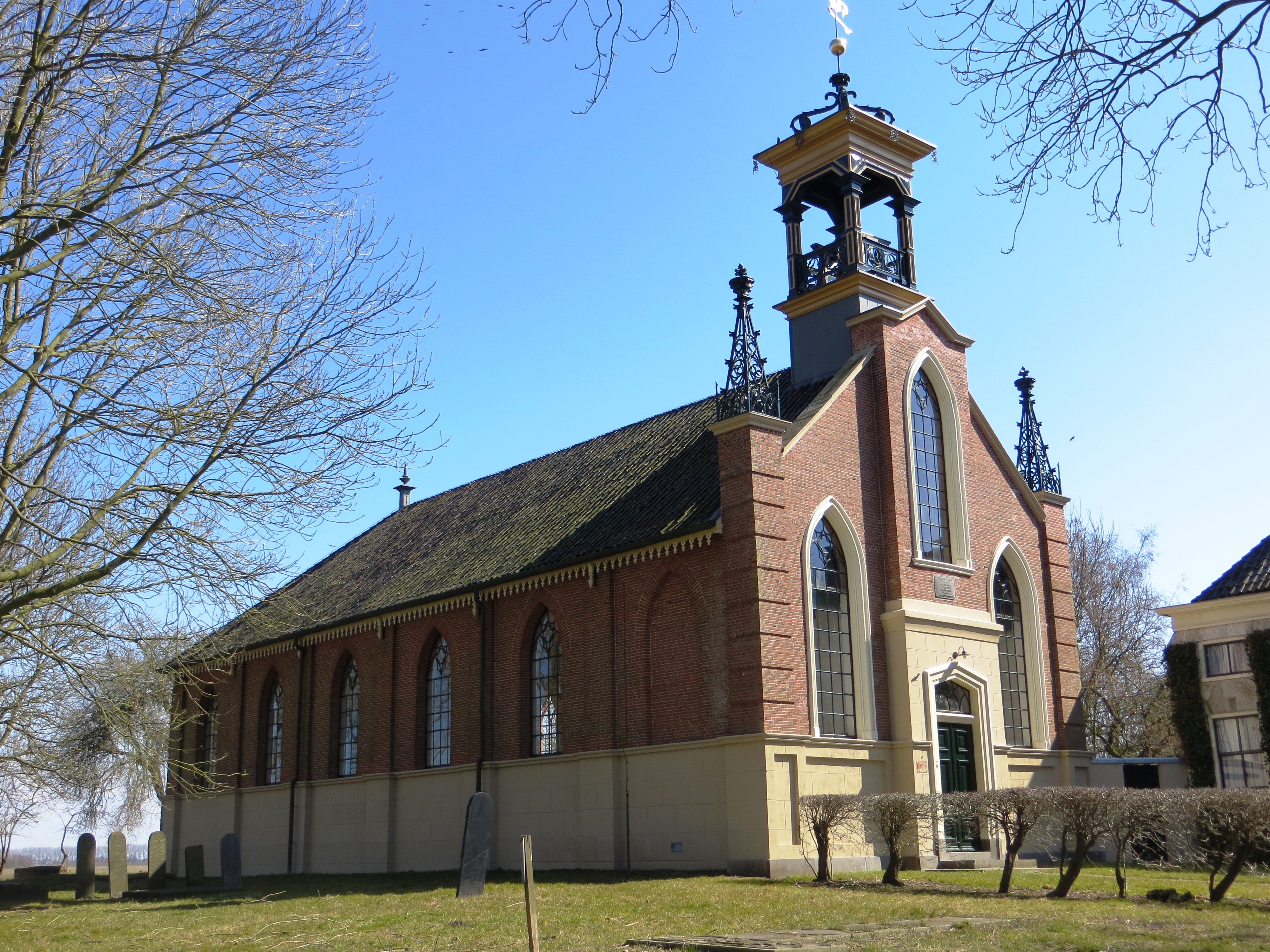
Gezicht op de zuidelijke zijgevel en de voorgevel.

De kerk van Wittewierum is een brede zaalkerk met een rechtgesloten koor. De bouwstijl is duidelijk eclectisch. Zo bevat de voorgevel bijvoorbeeld een neoclassicistische deuromlijsting ('waterstaatstijl'), spitsboogvensters met neogotische gietijzeren traceringen, een timpaan als gevelafdekking en gietijzeren pinakels en een gietijzeren, met neogotische motieven versierde, opengewerkte dakruiter.

### Gietijzer
In geen andere kerk in de provincie Groningen is zoveel gietijzer toegepast als de kerk van Wittewierum. In de voorgevel bevinden zich twee neogotische pinakels in de vorm van een opengewerkte torenbekroning, mogelijk naar voorbeeld van de in het midden van de 19e eeuw geplaatste torenbekroningen op de Munster van Ulm en de Dom van Keulen. Deze pinakels bestaan uit vier met hogels bezette hoekstijlen en worden bekroond door een kruisbloem en hebben in het midden een cirkel met visblaasmotief. Dergelijke pinakels hebben tot begin 20e eeuw ook op de westgevel van de kerk van Aduard gestaan. De opengewerkte dakruiter is eveneens ruim versierd met gietijzer: Deze bevat gietijzeren hekwerken tussen de spijlen met visblaasmotieven in het midden en aan weerszijden spitsboogopeningen die bovenin uitlopen in drielobbogen. De dakruiter wordt bekroond door een gietijzeren draagconstructie met bovenop een windhaan. Verder zijn alle spitsboogvensters voorzien van neogotische gietijzeren traceringen. Ook in het interieur is gietijzer ruim toegepast. De kerkzaal en het liturgisch centrum (met de preekstoel en de herenbanken) worden van elkaar gescheiden door een gietijzeren met krullen, ruiten en bladwerk versierd hekwerk ('doophek'). De zijwangen van de kerkbanken en herenbanken zijn aan top en zijkanten versierd met gietijzeren ornamenten en zelfs op het wapen op de 17e-eeuwse herenbank is een gietijzeren versiering aangebracht. De preekstoel is onder de kuip voorzien van een gietijzeren versiering, heeft gietijzeren roosters in het achterschot en in het klankbord. Verder bevinden zich in het plafond ook een aantal gietijzeren roosters. In de hal van de kerk ten slotte staat een gietijzeren grafplaat ter herdenking van Geertje D. Knol, die in 1853 overleed aan de tering en vroeger op het kerkhof lag.

### Exterieur

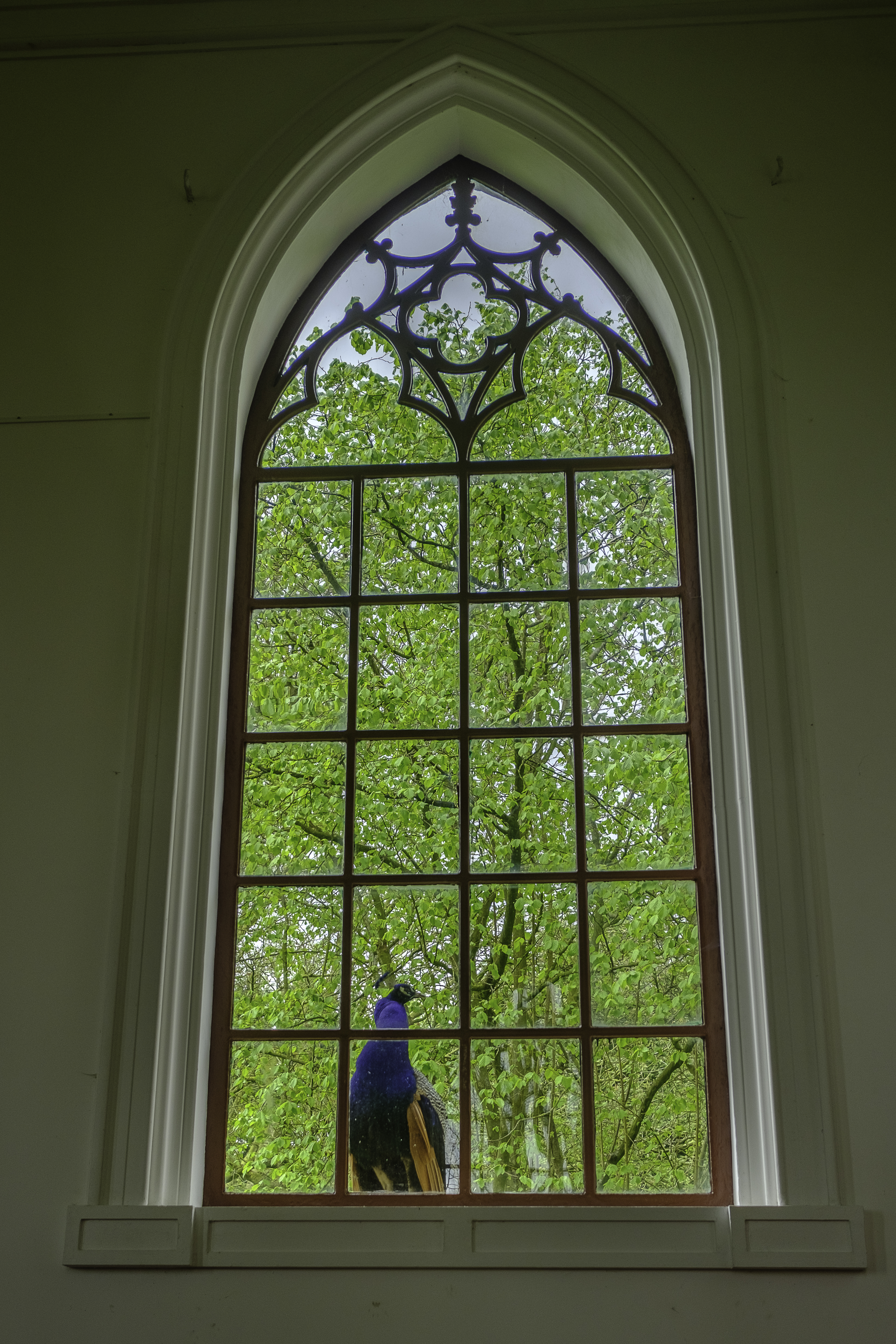
Spitsboogvenster van binnenuit gezien met een pauw erachter

De voorgevel bestaat uit een centrale blokbepleisterde middenrisaliet met een spitsboogvenster en daaronder een door verzonken velden ingeklemde ingangspartij met bovenlicht en gietijzeren tracering. Aan weerszijden bevindt zich nog een spitsboogvenster met gietijzeren tracering. Aan beide zijden wordt de voorgevel afgesloten door een geblokte hoekpilaster. De ingangspartij, vensters en het muurwerk zijn geprofileerd door middel van eenvoudig gepleisterd lijstwerk. Boven de deur is een gedenksteen aangebracht met daarop het bouwjaar 1863 en de toenmalige kerkvoogden en predikant.
De beide zijgevels worden door lisenen geleed in zes traveeën, waarvan vijf een spitsboogvenster bevatten dat versierd is met neogotische gietijzeren traceringen en een blind venster heeft. De ondermuur van de kerk is opgebouwd uit een plint van gewone baksteen met daarboven een zone die is opgemetseld uit kloostermoppen, die waarschijnlijk afkomstig zijn van een van de beide stenen voorgangers en bedekt is met blokbepleistering in de vorm van imitatienatuurstenen blokken. In de voorgevel zijn in de ondermuur verzonken velden aangebracht. Een waterlijst scheidt de ondermuur van de bovenmuur. De bovenmuur is opgetrokken uit rode baksteen en wordt aan bovenzijde gescheiden van het dak door de dakgoot met daaronder een gezaagde (geschulpte) decoratieve daklijst, die ter plaatse van de staafankers in de lisenen deze maskeert met omgekeerde houten obeliskjes. De achtermuur bevat geen lisenen, maar wel twee spitsboogvensters.
Het gebouw heeft een driezijdig schilddak dat is bedekt met blauwe pannen. De voorgevel van de kerk wordt bekroond door een opengewerkte dakruiter en twee pinakels aan weerszijden op de hoeken. Op de achterzijde van het dak bevindt zich nog een klein pinakeltje. In de dakruiter hangt een klok uit 2002 van Simon Laudy.

### Interieur

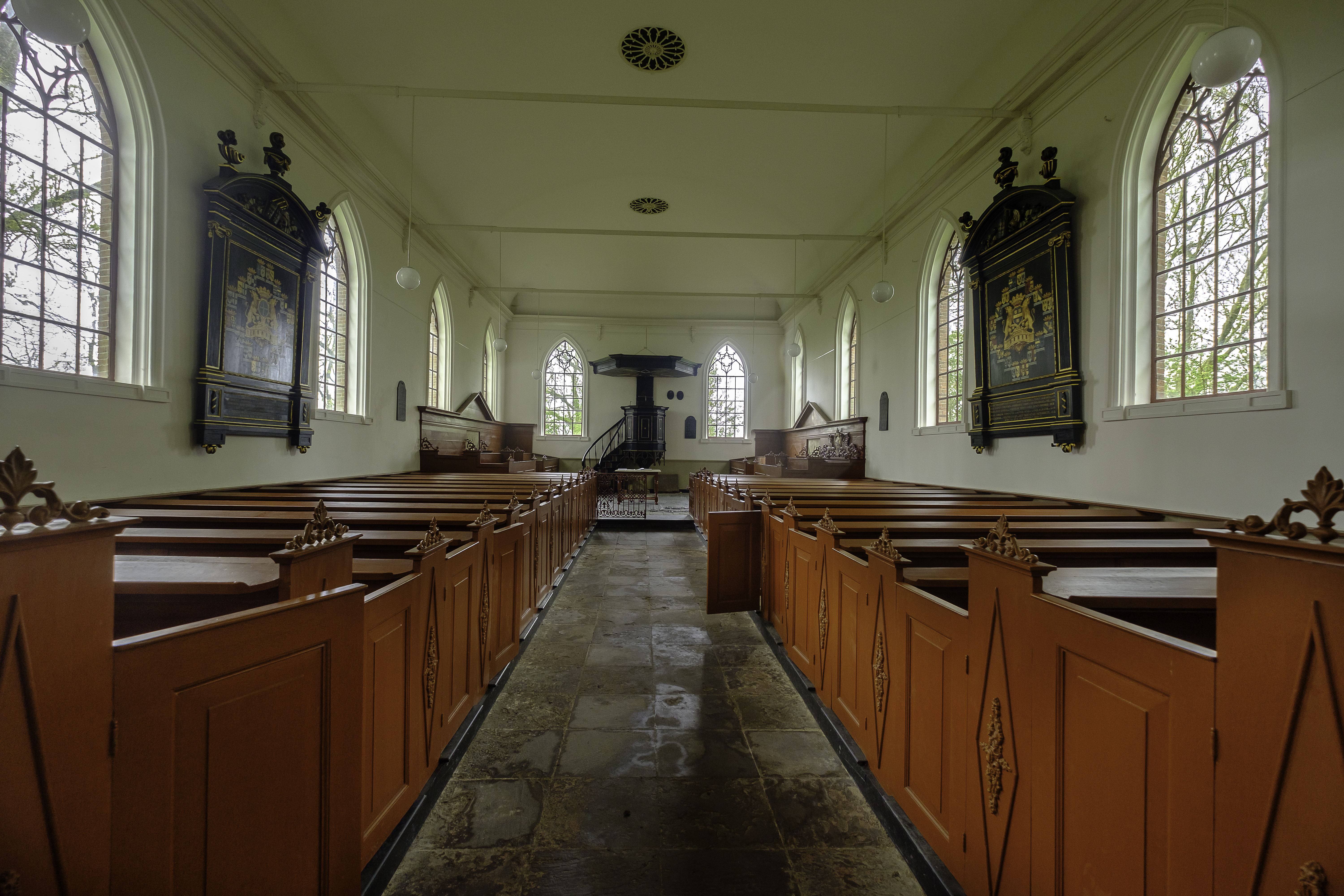
Interieur met links en rechts de kerkbanken en op de achtergrond het liturgisch centrum met preekstoel en herenbanken.

Het interieur wordt overwelfd door een gedrukt en witgepleisterd tongewelf, dat steunt op een uitkragende en geprofileerde stuclijst. De wanden zijn eveneens bedekt met witte pleister, waarbij de vensters rondom worden benadrukt door een eenvoudig pleisterprofiel. De vloer is bedekt met grijze hardsteen en een aantal grafzerken. Het liturgisch centrum ligt iets hoger dan de kerkzaal. De ingang van het kerkgedeelte wordt geaccentueerd door een classicistisch portaal met een verder neogotisch gedecoreerde westwand. Het portaal bevindt zich onder een hoofdgestel met fronton. De deuren bevatten driepasmotieven en blindnissen. Boven de deur staat aan buitenzijde (voorportaal) in het fronton het stichtingsjaar in Romeinse cijfer MDCCCLXIII (1863) en aan binnenzijde de Bijbeltekst JES: 2 VERS 3 Kerkzaal en liturgisch centrum worden van elkaar gescheiden door een gietijzeren hekwerk. In het liturgisch centrum staan onder andere de preekstoel, twee herenbanken en een offerkist. In de kerkzaal staan aan weerszijden van het pad twee rijen kerkbanken.

#### Meubilair
Het meubilair dateert grotendeels uit de 19e eeuw. Door jaren van verwaarlozing (tussen ca. 1977 en 2002) is het meubilair sterk geschonden. Het is echter wel allemaal bewaard gebleven. Een opvallend ontbrekend onderdeel is een orgel, dat sinds de reductie in 1694 niet meer in deze kerk aanwezig is.
Centraal tegen de achterwand van het liturgisch centrum staat de zwartgeverfde preekstoel. Deze preekstoel is eveneens eclectisch van ontwerp met een classicistische kuip, die aan onderzijde is versierd met gietijzeren gotische ornamenten. Boven de preekstoel hangt een klankbord. De preekstoel werd bij de bouw in 1863 geschonken door unicus collator Johan Hora Siccama. Onderaan de preekstoel staat dan ook met goudletters geschilderd 'Geschenk van den primarius collator 1863'.
Aan weerszijden van de preekstoel staan twee herenbanken, waarvan de herenbank tegen de noordmuur een gesneden laat-17e-eeuws eikenhouten dekstuk dat een cartouche bevat, dat wordt gedragen door twee griffioenen. Op het cartouche is het gevierendeelde wapen van de families Polman en Rengers is aangebracht. Het eerste en vierde kwartier van het wapen zijn van de familie Rengers en bestaan uit een blauwe achtergrond met een gouden dwarsbalk en drie rozen. Het tweede en derde kwartier zijn van de familie Polman en bestaan uit een gouden achtergrond met twee schuinbalken (de rechterschuinbalk tot de helft) in zilver en rood geschaakt (geblokt). De bank is gebouwd in opdracht van Egbert Rengers (1616-1663), heer van Oldenhuis en Tuwinga en van zijn vrouw Wilhelmina Polman (1616-1690).
In de kerkzaal staan twee rijen sobere 19e-eeuwse kerkbanken die in houtimitatie geschilderd zijn en bescheiden versierd zijn met gietijzeren lofwerk en ornamenten.
Voor de herenbank van Rengers en Polman staat een roodbruin geschilderde offerkist. Het is de enige offerkist van de provincie Groningen; elders staan alleen offerblokken. Op de kist staat het opschrift 'die sich des armen ontferment leent den Heere en hy sal hem zyne weldaet vergelden, spreuken 19:17'. Bovenop bevinden zich twee trechters, die waarschijnlijk net als in de nabijgelegen kerk van Woltersum dienden voor het armengeld en het kerkvoogdijgeld. De kist heeft (net als elders ook wel het geval was) drie sleutelgaten, waarvan vroeger drie verschillende personen een sleutel hadden ter voorkoming van misbruik.

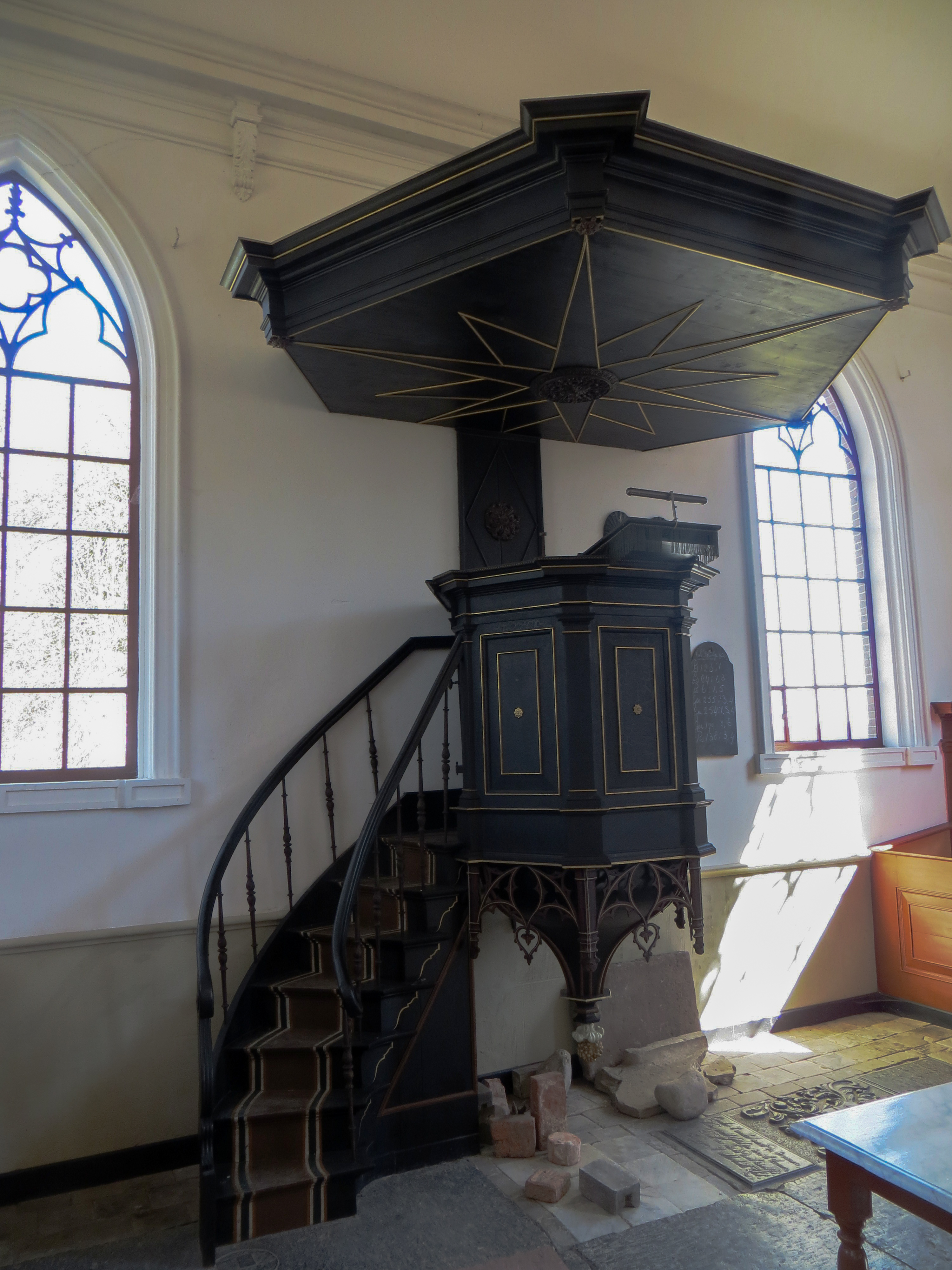
Preekstoel
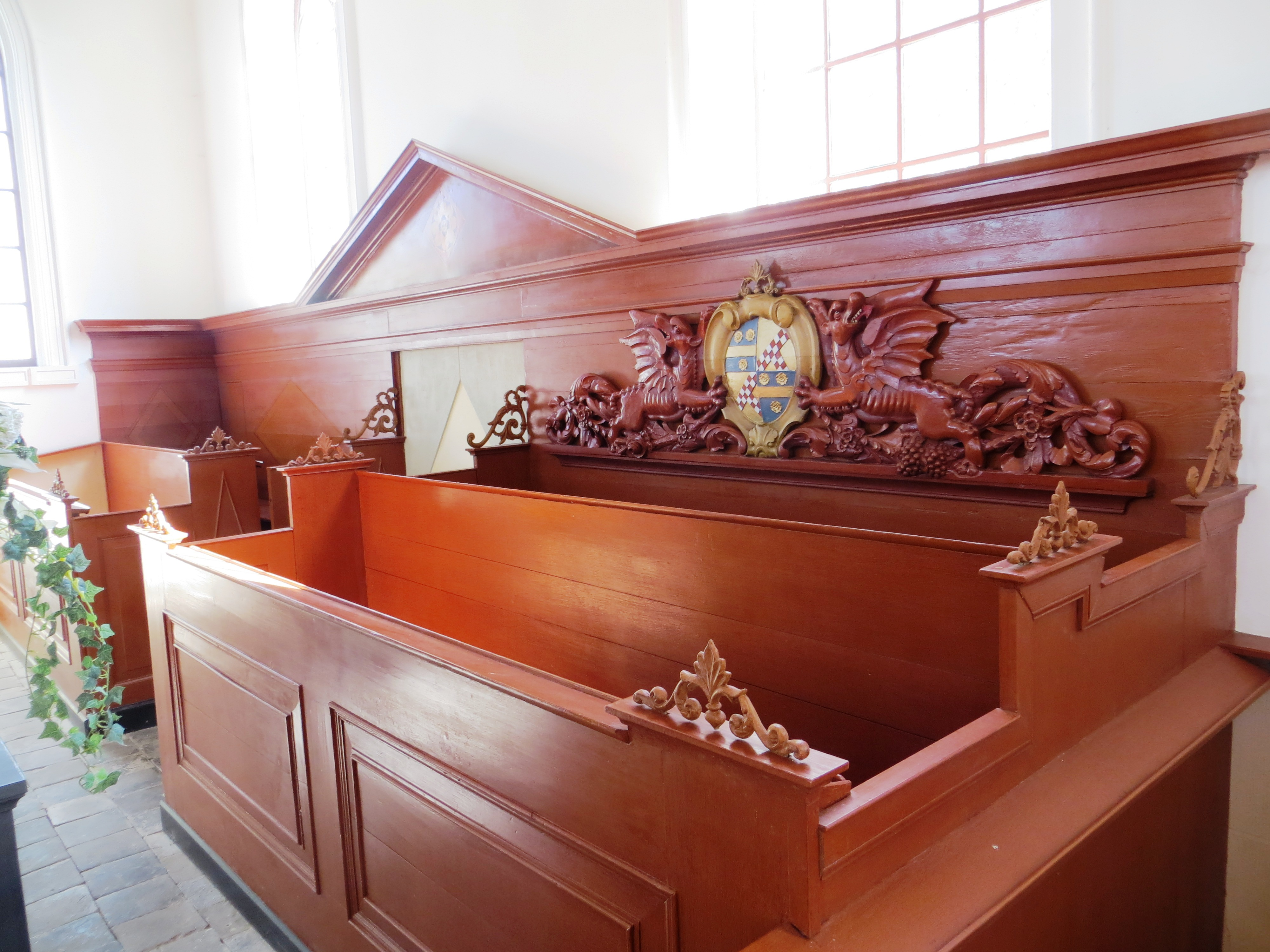
Herenbank van de familie Rengers met opzetstuk
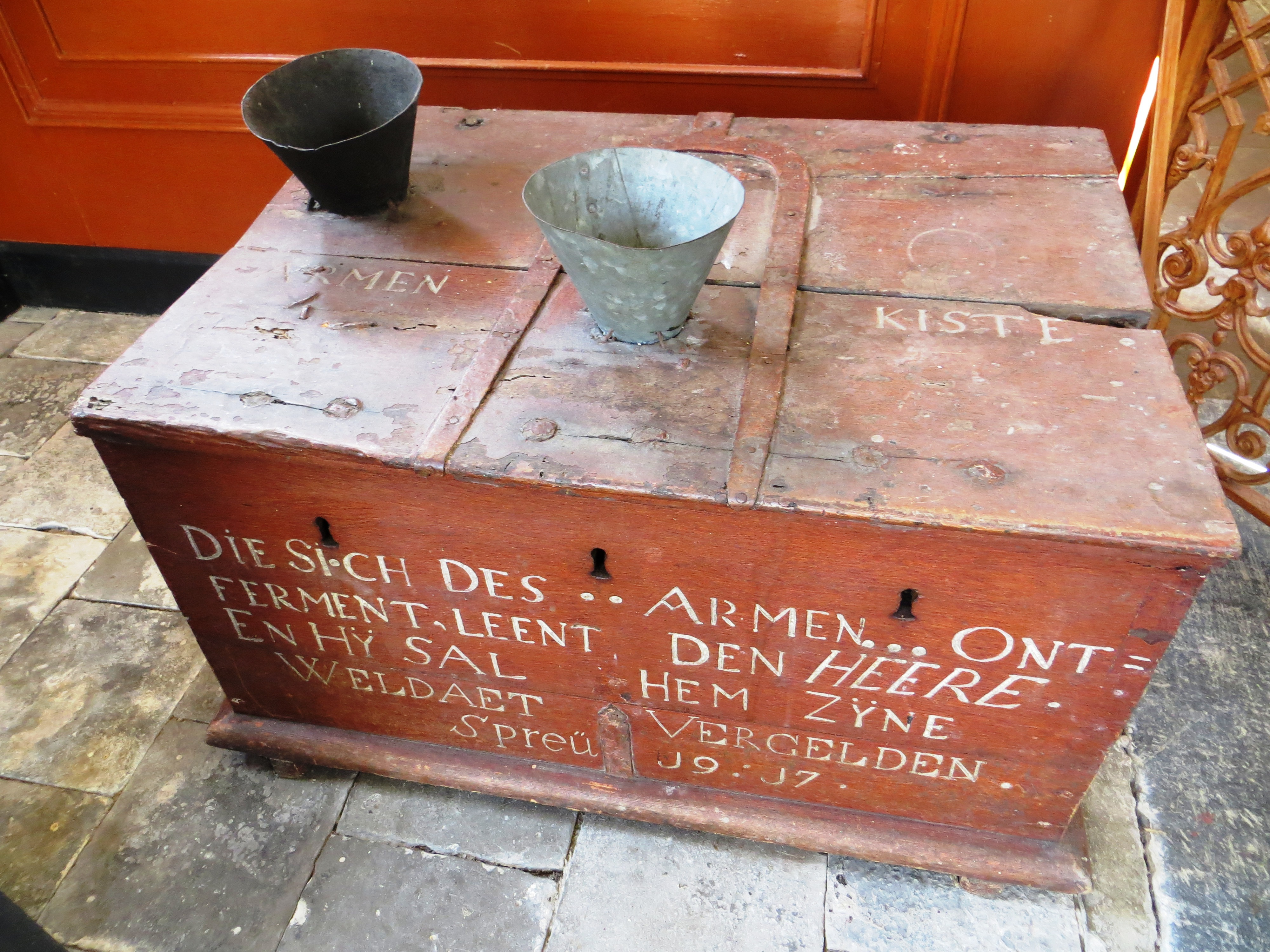
Armenkist

#### Rouwborden
In de kerk hangen aan weerszijden van het pad twee rouwborden van de familie Rengers. Deze borden zijn voor Lambert Schotte Rengers en zijn vrouw Ambrosia Elisabeth Bentinck van Schoonheten van Diepenheim, die beiden in 1779 overleden. Beide rouwborden bevatten hun eigen wapen met eromheen de 32 kwartierwapens van hun voorgeslachten. In het bovenste vak zijn een aantal doodssymbolen en een opengeslagen boek met het jaartal van overlijden te zien. In het onderste vak staat een opschrift met de functies die beiden tijdens hun leven vervulden. Wanneer beide rouwborden werden opgehangen is onbekend, maar na de omwenteling in 1795 werden beide rouwborden ontmanteld en uit de kerk gehaald. In 1813 werden beide borden teruggehangen, maar volgens een legende werden de lijsten van beide rouwborden daarbij verwisseld.
Vroeger hebben meer rouwborden in de kerk gehangen, vooral voor de families Rengers en Van Ewsum. Hiervan zijn vier verdwenen en hangen er twee in de Fogelsangh State in Veenklooster:
- Johan Rengers van Ten Post (1542-1626), kroniekschrijver. Verdwenen.
- Edzard Rengers (1578-1652), burgemeester van Groningen. Verdwenen.
- Christoffer Willem van Ewsum (1650-1682). Verdwenen.
- Odilia van Ewsum geboren Van der Wenge (ca. 1650-1680), vrouw van Christoffer Willem van Ewsum. Woonde op Tammingahuizen. Verdwenen.
- Catharina van der Noot (1669-1706), vrouw van Edzard Rengers van Farmsum. In Fogelsangh State.
- Titia Barbara Rengers geboren Burmania (1686-1714). In Fogelsangh State.
- Van Wilhelmina Polman (1616-1690) is ook een opschrift bekend, maar het is onbekend of het hier om een rouwbord of een grafzerk gaat.

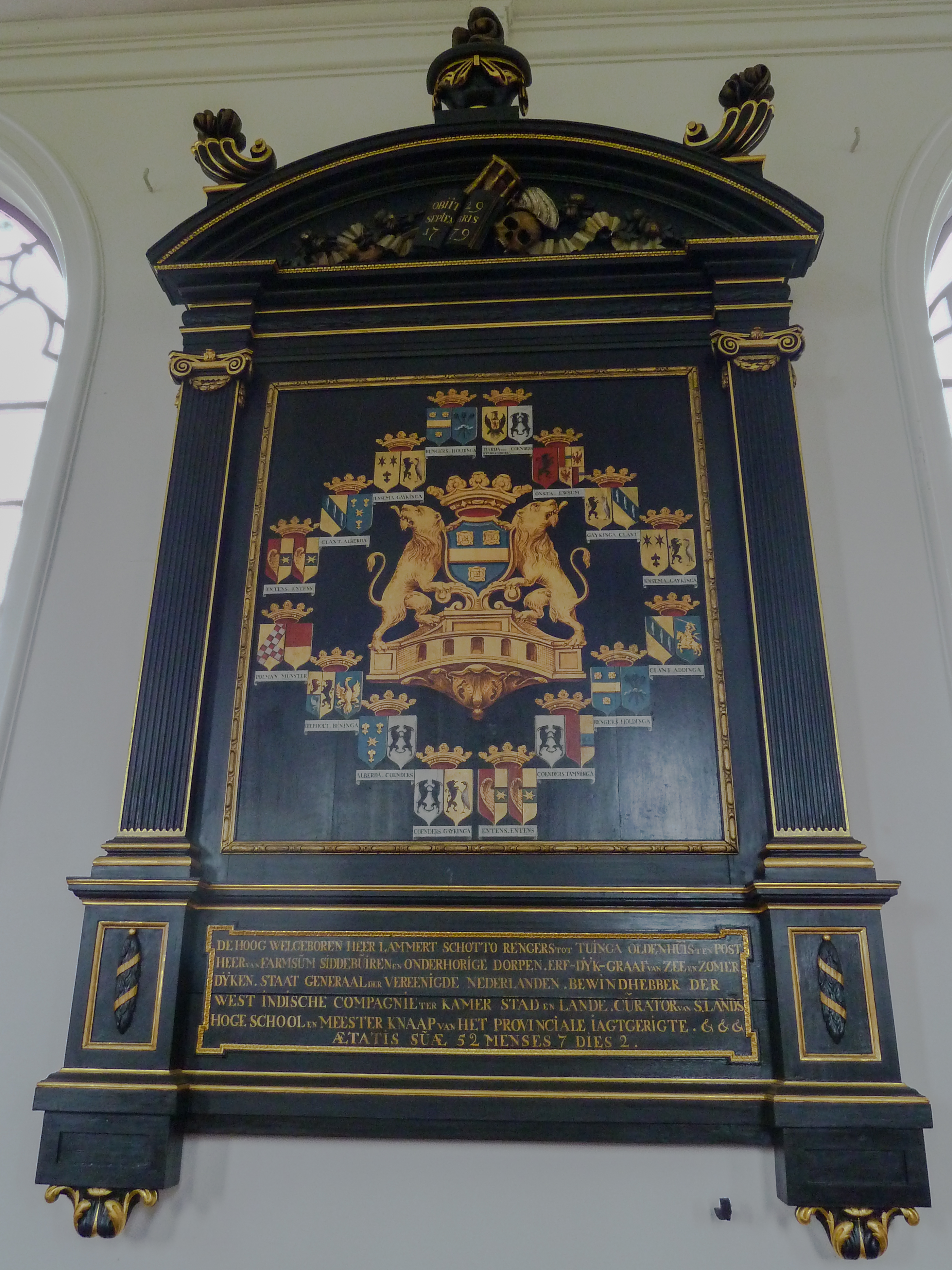
Rouwbord Lambert Schotte Rengers
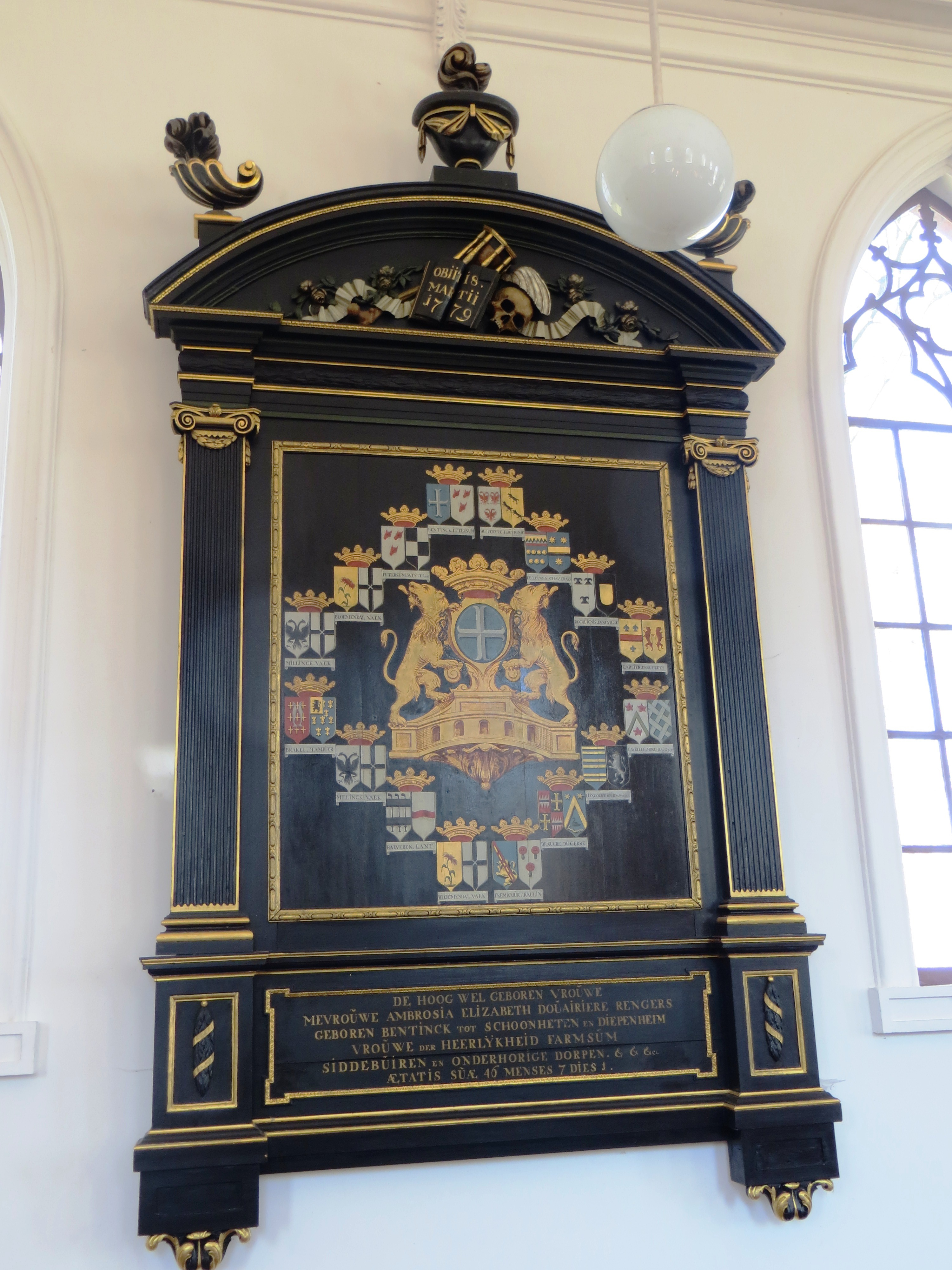
Rouwbord douariere Ambrosia Elisabeth Bentinck van Schoonheten van Diepenheim

#### Grafzerken en grafkelder
Voor de preekstoel liggen een dertiental grafzerken, waarvan de meeste van de familie Rengers zijn. De oudste grafsteen is die voor Swer Renghers (†1558). Ook kroniekschrijver Johan Rengers van Ten Post (1542-1626) werd in de kerk begraven. Zijn grafzerk bedekt de ingang van de grafkelder onder de kerk. Onder de vloer ligt ook een steen van rode bentheimer zandsteen met daarop de bisschoppelijke kruisen. Mogelijk is deze afkomstig van een altaar uit de kloosterkerk. Een andere steen vormt volgens Van Es en Overdiep waarschijnlijk het restant van een sarcofaagdeksel.
Onder het liturgisch centrum bevindt zich een grafkelder, die in 1768 werd aangelegd in opdracht van jonker Lammert Schotto Rengers. Dit is voor zover bekend de enige grafkelder binnen Groningen in een kerk waarvan het bouwbestek is overgeleverd. De grafkelder is overdekt door een dubbel graatgewelf met op de vloer zwartgrijze plavuizen. De grafkelder meet 6 bij 6 meter en heeft een hoogte van 1,5 meter. In de grafkelder werden 25 leden van de familie Rengers begraven. In 1863 is de grafkelder waarschijnlijk open geweest bij de bouw van de huidige kerk, want toen de grafkelder in 1963 werd 'herontdekt' door een amateurarcheoloog, bleek dat de resten van de familie op een hoop lagen. Later is de grafkelder nog meermaals geopend, zoals bij de restauratie van 1986-87, waarbij de kelder werd opgeruimd en de menselijke resten werden bijgezet in een grafkist.

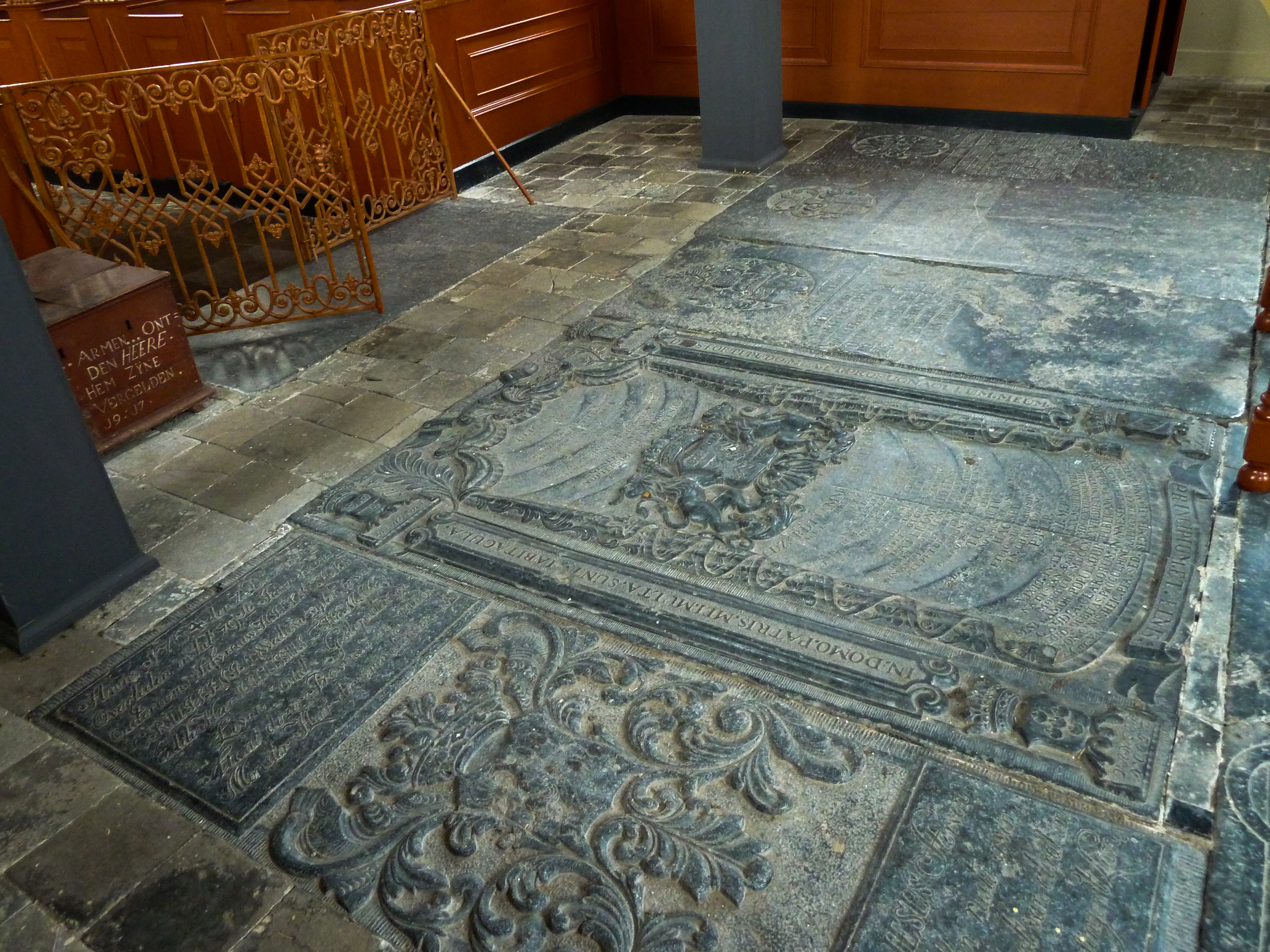
Grafzerken in de kerk
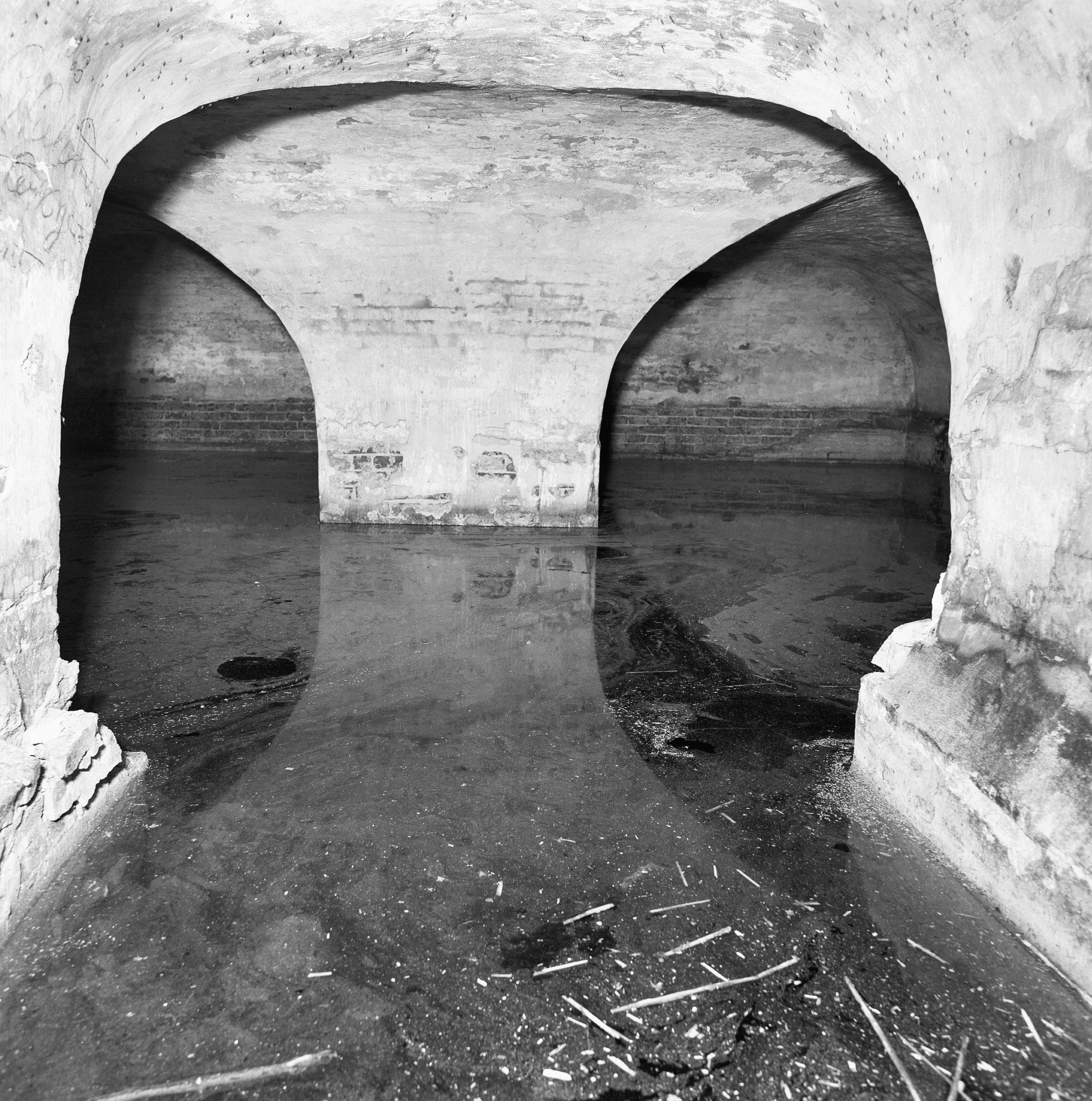
Grafkelder met graatgewelven. De kelder staat onder water (oktober 1986).
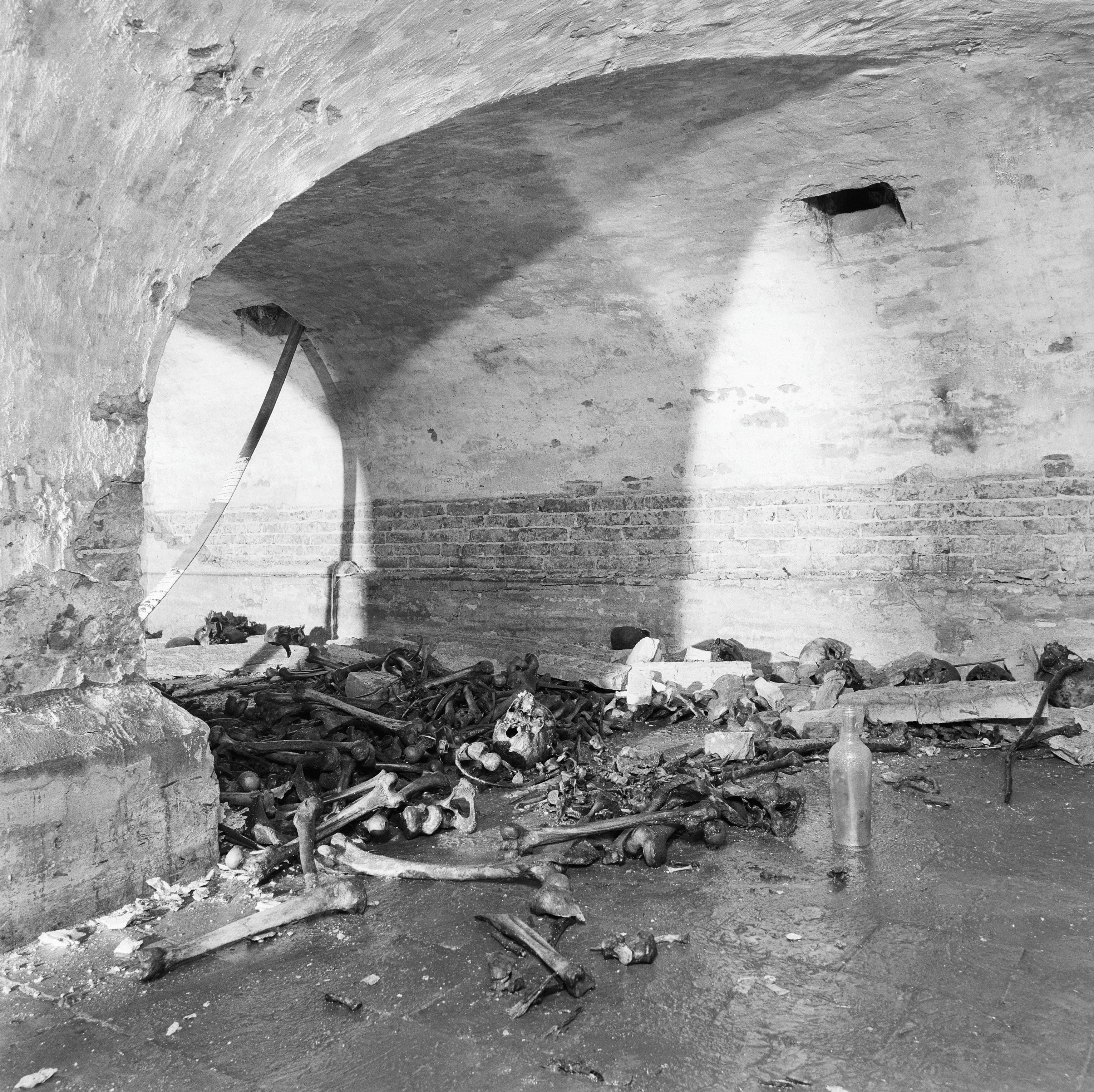
Menselijke resten in grafkelder (april 1987)